# Miss Europa 2003
Miss Europa 2003 è la cinquantasettesima edizione del concorso di bellezza Miss Europa, e si è svolto presso Eurodisney a Nogent sur Marne, in Francia il 12 settembre 2003. Vincitrice del concorso alla fine dell'evento è risultata l'ungherese Zsuzsanna Laky.

## Risultati

### Piazzamenti
| Risultato        | Concorrente |
| ---------------- | --- |
| Miss Europa 2003 | - Ungheria - Zsuzsanna Laky |
| 2ª classificata  | - Slovacchia - Miroslava Luberdova |
| 3ª classificata  | - Serbia e Montenegro - Sanja Papic |
| 4ª classificata  | - Spagna - Patricia Ledesma Nieto |
| 5ª classificata  | - Polonia - Marta Matyjasik |
| Top 12           | - Francia - Corinne Coman - Germania - Alexandra Vodjanikova * - Grecia - Marieta Chrousala * - Israele - Shahar Nehorai - Portogallo - Iva Catarina da Silva Lamarao - Regno Unito - Samantha Vaughan - Russia - Yuliya Akhonkova |

### Riconoscimenti speciali
| Riconoscimento  | Concorrente                 |
| --------------- | --------------------------- |
| Miss Friendship | - Israele - Shahar Nehorai  |
| Miss Photogenic | - Polonia - Marta Matyjasik |

## Concorrenti
- Albania - Edona Sllanmiku
- Armenia - Anush Grigoryan
- Belgio - Julie Taton
- Bielorussia - Olga Serezhnikova
- Bosnia ed Erzegovina - Dragana Sojic
- Bulgaria - Iva Titova
- Cipro - Elena Andreou
- Croazia - Nina Slamic
- Danimarca - Stine Mose
- Estonia - Maili Nomm
- Finlandia - Piritta Hannula
- Francia - Corinne Coman
- Germania - Alexandra Vodjanikova
- Gibilterra - Natalie Monteverde
- Grecia - Marieta Chrousala
- Irlanda - Catrina Supple
- Islanda - Ragnhildur Steinunn Jonsdottir
- Israele - Shahar Nehorai
- Lettonia - Jelena Keirane
- Malta - Odette Cauchi
- Norvegia - Marna Haugen
- Paesi Bassi - Elise Boulogne
- Polonia - Marta Matyjasik
- Portogallo - Iva Catarina da Silva Lamarao
- Regno Unito - Samantha Vaughan
- Rep. Ceca - Marketa Divisova
- Russia - Yuliya Akhonkova
- Serbia e Montenegro - Sanja Papic
- Slovacchia - Miroslava Luberdova
- Spagna - Patricia Ledesma Nieto
- Svezia - Caroline Österberg
- Svizzera - Claudia Oehler
- Ucraina - Nataliya Chernyak
- Ungheria - Zsuzsanna Laky

Ritirate
- Lituania - Oksana Semenishina
- Turchia - Yelda Kaya

## Giudici
- Irina Zotova